# Klimy (województwo mazowieckie)
Klimy – wieś sołecka w Polsce położona po prawej stronie rzeki Liwiec w województwie mazowieckim, w powiecie łosickim, w gminie Olszanka.
W latach 1975–1998 miejscowość administracyjnie należała do województwa bialskopodlaskiego.
Wierni Kościoła rzymskokatolickiego należą do parafii  Nawiedzenia Najświętszej Maryi Panny w Bejdach.

## Zabytki
Na zachód od wsi, na prawym brzegu Liwca, znajdują się pozostałości średniowiecznego grodziska z okresu VII wieku.